# Maki-e

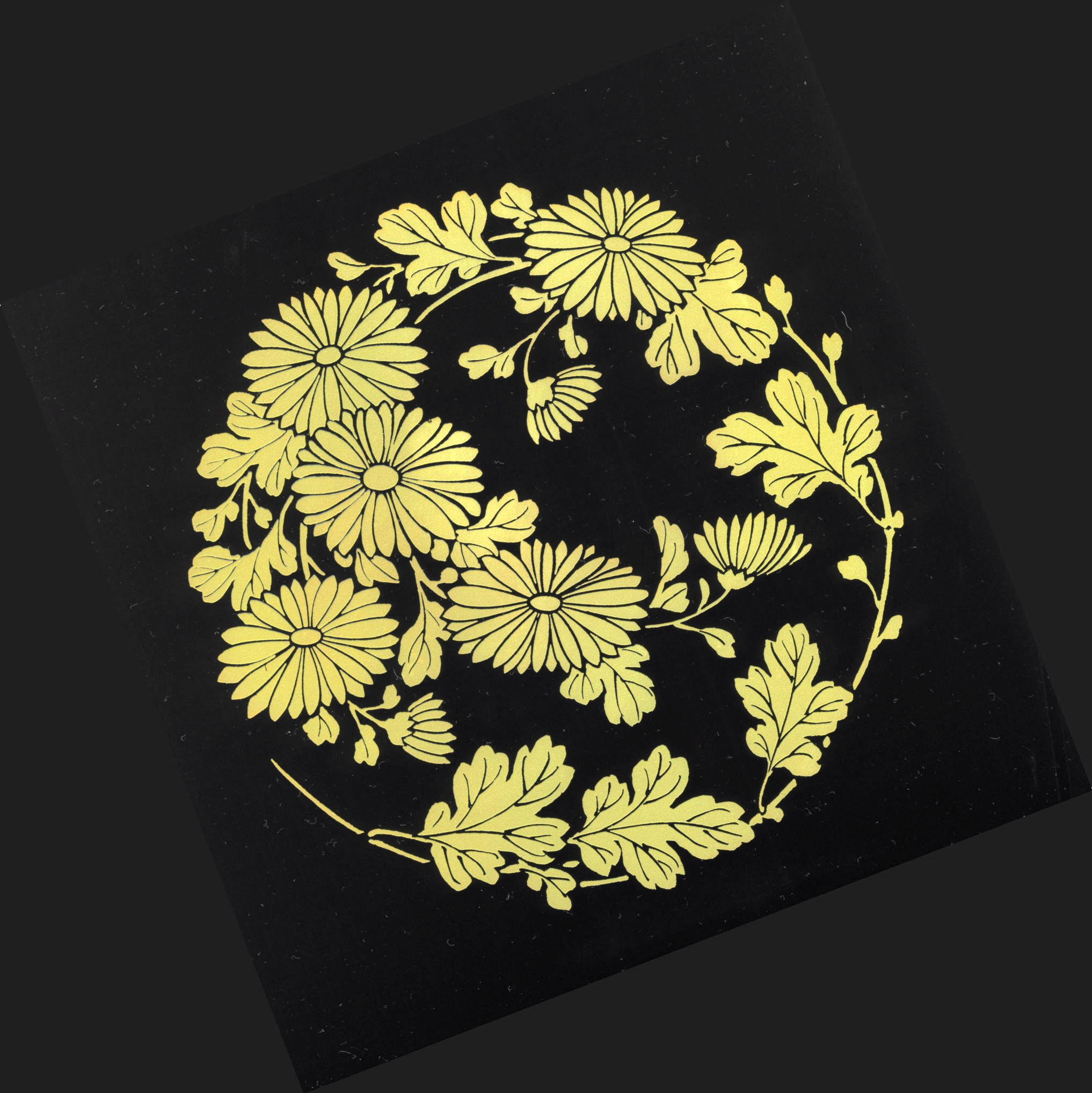
Császári család jelképe, a Krizantém Maki-e technikával egy díszdoboz tetőn.

A maki-e (蒔絵; szó szerint: hintett/szórt kép; lakkművesség) olyan eljárás, amely tárgyak díszítésére szolgál. Színes lakkréteggel bevont alapon arany- vagy ezüstpor behintésével kialakított képek. Lakkal festették fel a motívumokat a lakkalapra, és még száradás előtt arany- és ezüstporral hintették be a mintákat. Száradás után az egészet színtelen lakkal vonták be, végül lecsiszolták. Díszdobozokon a sarkokat mindig lekerítették, így nem okoztak balesetet és szebben is nézett ki, mikor megcsillant lakkon a fény.
Japánban a lakktárgyak alapja leggyakrabban fatest vagy bambuszlap, de használnak bőrt, fémet és ritka esetekben papír alapú tárgytesteket is. Elsősorban díszdobozokon alkalmazták, s emellett sok más használati tárgyat is ezzel készítettek. Ilyen pl. az étkészlet, szekrények, kardhüvelyek, szertartási tárgyak.

## Lakkfa
A lakkot Kelet-Ázsiában, de főleg Kínában őshonos Rhus verniciflua fa nedvéből nyerik. Egyes források szerint Japánban is őshonos, de az áttelepítés sincs kizárva. A fát legalább tíz évig hagyják nőni, majd júniustól szeptemberig csapolják. A külső kérget lefejtik és láthatóvá válik a belső sárgás, fehéres kéreg. Ezt megkarcolva nyerik ki a nyers elegyet. Majd átszűrik, és addig kevergetik, amíg egyenletes nem lesz. Lassú tűzön vagy napon melegítik, hogy megszabaduljanak a felesleges nedvességtől.

## Eredete

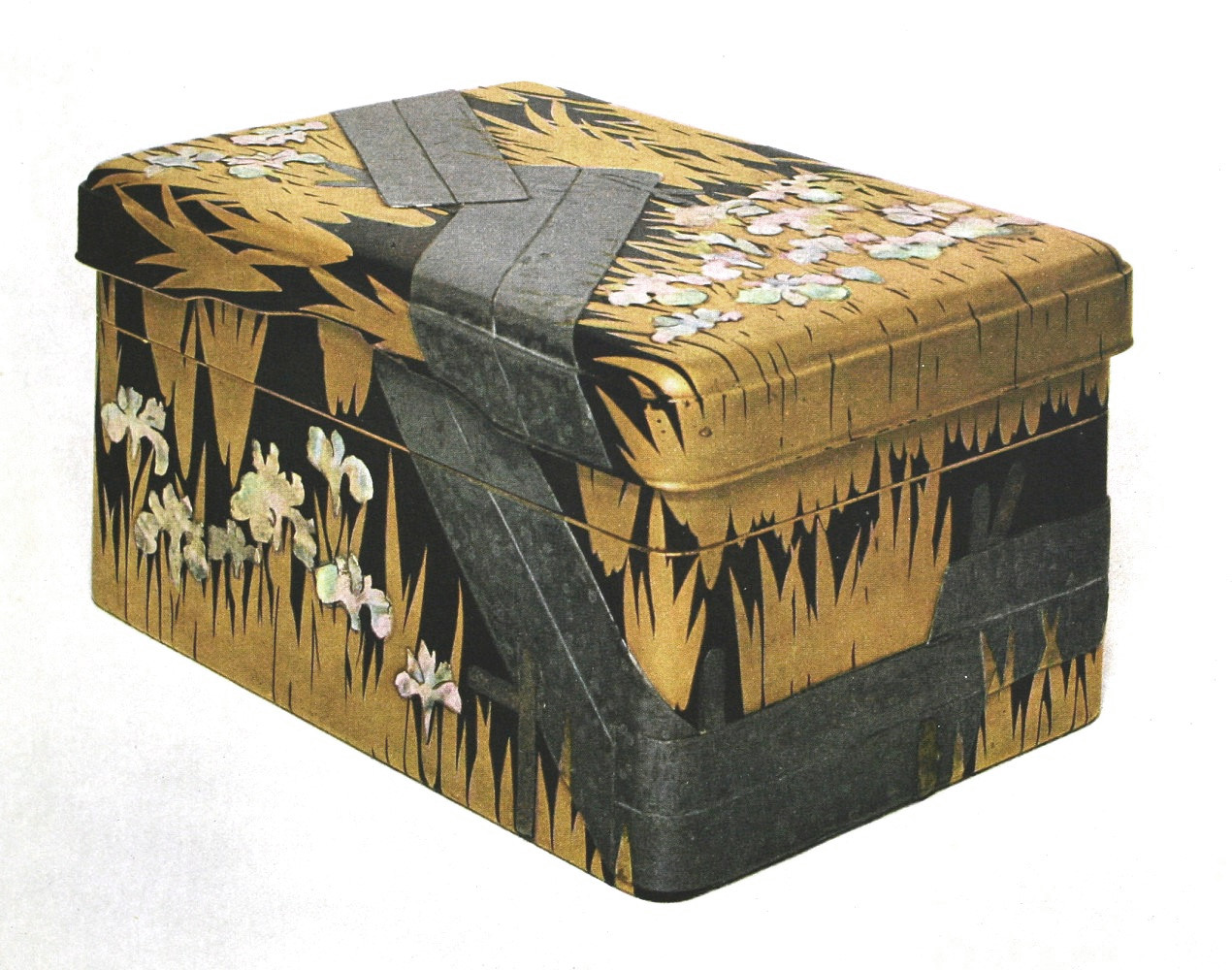
Jacuhasi lakkdoboz,érdekessége az átlósan átfutó ólomból készült hídrészlet.

Maga a technika a Nara-korszakban (710-794) jött létre, de csak a Heian-korban (794-1185) lett önálló művészeti ág. Japánban a fa volt az az anyag amit mindenre felhasználtak. A fatárgyak azonban gyorsan koszolódnak és a magas páratartalom miatt nem voltak elég tartósak. A tárgyak tartósságát növelve kezdtek mindent lakkal bevonni.
A legkorábbi darab, ami ezzel a technikával készült 919-ből maradt fent. A kései Heian-korban jött létre az úgynevezett Kata-waguruma motívum: a vízből félig kiemelkedő kerekek. A pontos eredetét nem tudjuk, lehet japán találmány, de a kínaiaktól és koreaiaktól is származhat. Néhány művészettörténész szerint japán találmány, de csak annyi bizonyos, hogy ott fejlesztették tökéletesre. A későbbi korokban már csak különböző elterjedt motívumok és új technikák készültek.